# Ренард-Кио, Эмиль Эмильевич
Эми́ль Эми́льевич Ренард-Ки́о (фамилия при рождении Ги́ршфельд; род. 12 июля 1938 г., г. Орджоникидзе, СССР) — советский и российский артист цирка, иллюзионист. Народный артист РСФСР (1990). в 1991 году избран председателем Союза цирковых деятелей России (СССР).

## Биография
Родился в г. Орджоникидзе (теперь — г. Владикавказ). Мать — Кошерхан Тоховна Борукаева (Коша Александровна); отец — Эмиль Теодорович Кио.
До 1955 года учился в средней общеобразовательной школе № 16 г. Москвы.
В 1955—1960 годах учился в Московском инженерно-строительном институте, где получил специальность «инженер-градостроитель». Его дипломный проект участвовал в конкурсе по реконструкции, озеленению и планированию Театральной площади в городе Рязани, выиграл конкурс — по этому проекту сделали площадь. Министерство образования СССР наградило его медалью «За лучшую научную студенческую работу СССР». Работал мастером в тресте по строительству набережных и мостов.
С 1961 начал выступать в аттракционе как ассистент своего отца, Эмиля Кио. Стал артистом Всесоюзного творческо-производственного объединения государственных цирков «Союзгосцирк». Разработал новый цирковой номер: фокусник принимал мягкий канат, бросал его вверх — и канат становился твердым шестом, на который лез гимнаст. Когда гимнаст опускался вниз, то шест снова становился мягким канатом.
Женился на Иоланте Ольховиковой, которая была перед этим супругой его брата Игоря.
В 1966 г. создал собственный иллюзионный аттракцион. Кроме СССР он гастролировал в ГДР, Голландии, Мексике, ФРГ, Швейцарии, Японии, Кубе, Франции, Швеции, Норвегии, Южной Америке, США. Дал более 14000 представлений, его видело более 60 млн зрителей.
После смерти отца работал в цирке вместе со своим братом Игорем.
В 1976—1992 гг. в журнале «Юный техник» вел рубрику «По ту сторону фокуса», где рассказал, как показывать 186 фокусов.

## Награды и звания
- Орден Дружбы (17 декабря 1994 года) — за заслуги перед народом, связанные с развитием российской государственности, достижениями в труде, науке, культуре, искусстве, укреплением дружбы и сотрудничества между народами[6].
- Народный артист РСФСР (26 февраля 1990 года) — за большие заслуги в развитии советского циркового искусства[7].
- Заслуженный артист РСФСР (14 января 1977 года) — за заслуги в области советского циркового искусства[8].
- Заслуженный артист Северо-Осетинской АССР (28 июля 1969 года)[9].
- Почётная грамота Правительства Российской Федерации (6 июля 1998 года) — за большой личный вклад в развитие отечественного циркового искусства и многолетний добросовестный труд[10].